# Gorgon

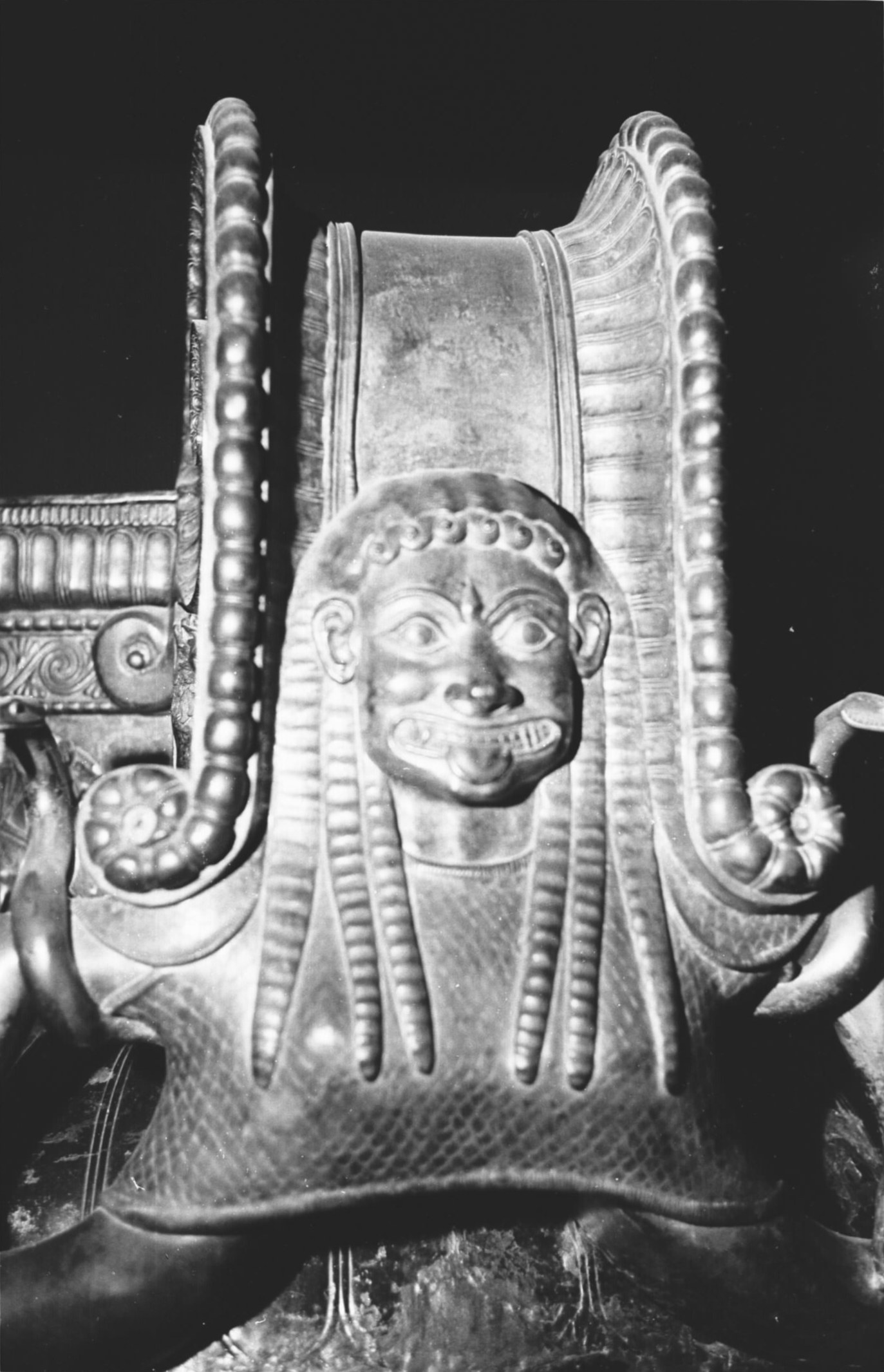
A Gorgon head on the outside of each of the Vix-krater's three handles, from the grave of the Celtic Lady of Vix, 510 BC

Trong thần thoại Hy Lạp, Gorgon (/ˈɡɔːrɡən/; plural: Gorgons, tiếng Hy Lạp cổ: Γοργών/Γοργώ Gorgon/Gorgo) là một quái vật cái. Tên này có từ nguyên là gorgós, một từ Hy Lạp cổ có nghĩa là đáng sợ. Mô tả Gorgon khác nhau tùy theo các văn bản Hy Lạp cổ, thuật ngữ này thường chỉ ba chị em con gái của Phorcys và Ceto, có tóc là các con rắn độc còn sống, với khả năng biến những ai nhìn thấy thành đá. Hai trong số này là Stheno và Euryale sống bất tử, còn em út Medusa thì không và bị á thần Perseus giết chết. 